# Relexifikace
Relexifikace je pojem označující v kontaktní jazykovědě a kreolistice mechanismus jazykové změny, kdy většina slovní zásoby jazyka (včetně základní slovní zásoby) je nahrazena slovy z jiného jazyka, aniž by se výrazněji měnila gramatika relexifikovaného jazyka. Příkladem je Media lengua v Ekvádoru, jež používá španělská slova a kečujskou gramatiku.
I v jazycích, jež nejsou kreolské, může dojít k (částečné) relexifikaci, např. v kečujštině a ajmarštině se vyskytuje velké množství španělských slov. Tato již dávno přejatá slova byla přizpůsobena fonologickému systému a fonotaktice těchto jazyků, např.:
uwija < oveja ("ovce")
awarinti < aguardiente ("pálenka")
tinta < tienda ("obchod")
palasa < plaza ("náměstí")
phuruta < fruta ("ovoce")
Relexifikace není synonymem pro lexikální výpůjčky, kterými jazyk pouze doplňuje svou základní slovní zásobu přejatými slovy z jiného jazyka.